# Югский (Вологодская область)
Югский — посёлок в Кичменгско-Городецком районе Вологодской области.
Входит в состав Кичменгского сельского поселения (с 1 января 2006 года по 1 апреля 2013 года был центром Югского сельского поселения), с точки зрения административно-территориального деления — центр Югского сельсовета.
Расстояние до районного центра Кичменгского Городка по автодороге составляет 12 км. Ближайшие населённые пункты — Нива, Чупово, Сергеево.
Население по данным переписи 2002 года — 1076 человек (500 мужчин, 576 женщин). Преобладающая национальность — русские (99 %).